# 狮子山街道 (资阳市)
狮子山街道，是中华人民共和国四川省资阳市雁江区下辖的一个乡镇级行政单位。

## 行政区划
狮子山街道下辖以下地区：
狮子山社区和槐树社区。